# Мария Магдалина Вторая (линейный корабль)
«Мари́я Магдали́на» — 74-пушечный парусный линейный корабль Черноморского флота Российской империи.

## Описание судна
Один из семи кораблей серии 74-х пушечных кораблей типа «Святой Пётр», построенных на Херсонской верфи. В этой серии впервые в отечественном кораблестроении бак и ют были соединены сплошной палубой, что усилило огневую мощь и улучшило управление парусами. Длина судна по сведениям из различных источников составляла от 52,5 до 53,6 метра, ширина 14,3 метра, а осадка — 5,8 метра. Вооружение судна состояло из 76-х орудий, из них на гон-деке были установлены двадцать четыре 36-фунтовых пушки и четыре единорога, на опер-деке двадцать четыре 18-фунтовых пушки и четыре единорога, на шканцах и баке восемнадцать 8-фунтовых пушек.

## История службы
Был заложен 9 (20) марта 1798 года на Херсонской верфи, спущен на воду 7 (18) августа 1799 года. Строительство вёл корабельный мастер В. И. Потапов (по другим данным И. И. Тарусов). Вошёл в состав Черноморского флота. Проведён через днепровские гирла из Херсона в Николаев, вооружен при Глубокой пристани, за что капитан 1-го ранга И. Г. Бардаки получил письменное благоволение императора.
В 1800 году совершил переход в Севастополь. В 1802 году находился в практическом плавании в составе черноморской эскадры. В 1804 году возглавлял отряд кораблей, доставивший на Корфу 13-й егерский полк и вернувшийся обратно. В 1805 году вновь перешёл на Корфу с войсками на борту, где базировался до прихода эскадры вице-адмирала Д. Н. Сенявина. В 1806 году вернулся в Севастополь.
В 1807—1810 годах нёс брандвахтенный пост на Севастопольском рейде. Разобран после 1810 года в Севастополе.

## Командиры
Командирами корабля «Мария Магдалина Вторая» в разное время служили:
- капитан 1-го ранга И. Г. Бардаки (1800 год)
- Х. Х. Граф (1802—1803 годы);
- П. М. Макшеев (1804 год);
- С. И. Рубец (1805—1806 годы);
- П. Н. Драгопуло (1807—1808 годы);
- Г. Я. Фокин (1810 год).